# Václav Švejcar

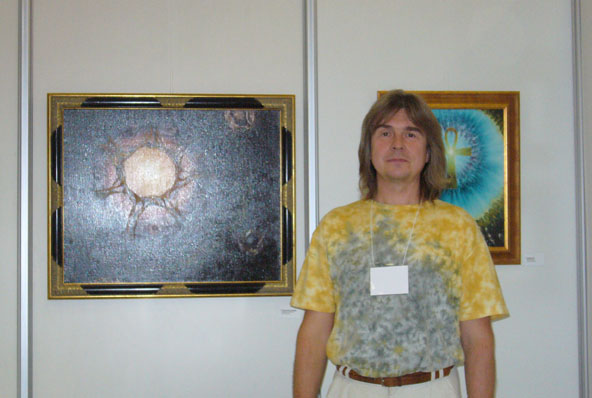
Václav Švejcar (2006).

Václav Švejcar, född 12 juli 1962 i Písek, död 25 december 2008 i Písek, var en tjeckisk bildkonstnär och upphovsman till meditativa bilder. Han är självlärd som konstnär, men inom den meditativa bildkonsten en av de mest kända och populära konstskaparna i Tjeckien.

## Biografi

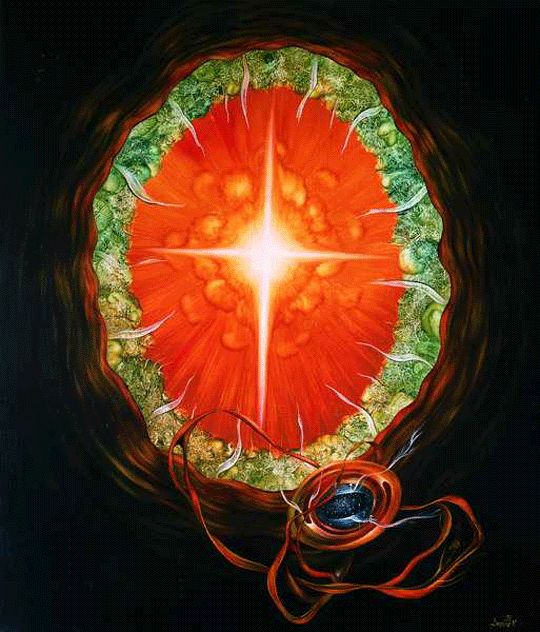

Václav Švejcar utbildade sig till fartygsingenjör 1980), tog studenten som på maskintekniskt gymnasium i Strakonice 1983 och avslutade sina studier vid maskintekniska fakulteten vid tekniska högskolan i Prag 1990. Arbetade som skeppare; fick 1991 akut blindtarmsinflammation vid Liberias kust i Afrika och fick en nära döden-upplevelse, som djupt förändrade hans livsuppfattning och synsätt. För att uttrycka sina visioner började han skapa meditativa bilder. Samma år lämnade han sitt yrke och började måla på heltid, i syfte att skänka åskådarna en kraft som inger lugn och harmoni, och att så långt möjligt inspirera dem i deras eget andliga sökande.

## Verksamhet
Från 1991 har Václav Švejcar gjort många utställningar i hela Tjeckien, 1991 även i New York, och deltagit i flera gemensamma utställningar; förutom i Tjeckien även i Tyskland (1990), Österrike (1996, 1997 och 2004) och Florida i USA (2006). För en detaljerad lista, se konstnärens officiella hemsida (adress nedan). Hans bilder finns också i flera tidskrifter och böcker, och på skivmappar med andlig musik.

## Litteratur

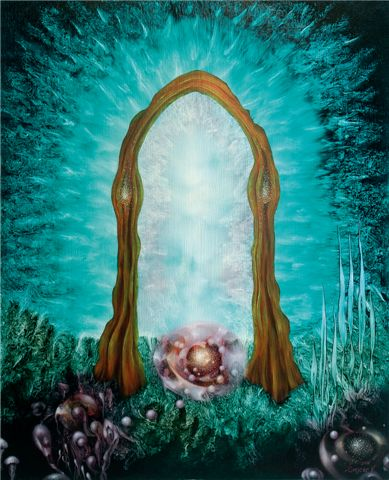
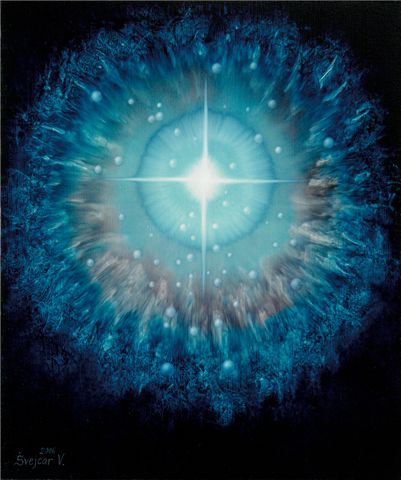
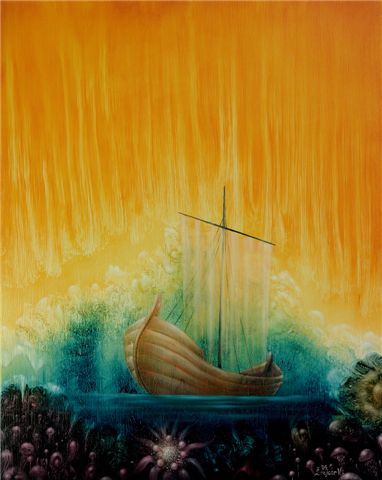